# Mikrusek rdzawy
Mikrusek rdzawy (Microcebus rufus) – gatunek ssaka naczelnego z rodziny lemurkowatych (Cheirogaleidae).

## Taksonomia
Gatunek po raz pierwszy zgodnie z zasadami nazewnictwa binominalnego opisał w 1840 roku francuski przyrodnik René Lesson, nadając mu nazwę Gliscebus rufus. Miejsce typowe to Madagaskar. Holotyp to wypchany okaz (sygnatura MNHN-ZM-2007-1543) ze zbiorów Muzeum Historii Naturalnej w Paryżu. W  2006 roku wyznaczono również topotyp: jest to dorosły samiec (sygnatura PBZT 116), trzymany na wolności w Parc botanique et zoologique w Tsimbazazie.
Wcześniejsze doniesienia o geograficznej zmienności morfologii (np. rozmiar ucha, długość ogona i kolor sierści) M. rufus zostały wyjaśnione poprzez identyfikację nowych gatunków w miejscu, które pierwotnie uważano za jego rozmieszczenie na Madagaskarze – obecnie węższym, ale wciąż niejasnym. Dane molekularne umieszczają M. rufus w kladzie z M. lehilahytsara, M. berthae i M. myoxinus, ale wydaje się, że jest parafiletyczny w stosunku do M. myoxinus.
Autorzy Illustrated Checklist of the Mammals of the World uznają ten takson za gatunek monotypowy.

### Etymologia
- Microcebus: gr. μικρος mikros „mały”; κήβος kēbos „długoogoniasta małpa”[11].
- rufus: łac. rufus „czerwony, rumiany, rudy”[12].

## Zasięg występowania
Mikrusek rdzawy występuje w południowo-wschodnim Madagaskarze; granice zasięgu są nieznane, ale być może od Parku Narodowego Ranomafana do Parku Narodowego Andringitra i korytarza między nimi.

## Morfologia
Długość ciała (bez ogona) 12 cm, długość ogona 10,9–12,5 cm; masa ciała 44 g.

## Status zagrożenia
W Czerwonej księdze gatunków zagrożonych Międzynarodowej Unii Ochrony Przyrody i Jej Zasobów został zaliczony do kategorii VU (ang. vulnerable ‘narażony’).